# Impasse de Joinville
L'impasse de Joinville est une voie située dans le quartier de la Villette du 19e arrondissement de Paris en France.

## Origine du nom
Le nom de la voie vient de François d'Orléans, troisième fils de Louis-Philippe Ier, qui fut prince de Joinville de 1818 à 1900 en raison de sa proximité avec la rue de Joinville.

## Historique
Cette impasse est fermée à la circulation publique par un arrêté du 11 février 1998.